# Cosme Barrutia
Cosme Barrutia, né le 27 septembre 1929 à Iurreta et mort le 12 novembre 2005, à Burgos, est un coureur cycliste espagnol. 

## Biographie
Ancien cycliste professionnel, Cosme Barrutia est devenu champion d'Espagne de cyclo-cross en 1953. Sur route, il a remporté plusieurs étapes du Tour des Asturies, ainsi que diverses courses basques comme le Gran Premio Ayuntamiento de Bilbao, le Circuit de Getxo ou la Klasika Primavera. Il a également terminé troisième du championnat d'Espagne en ligne en 1952, neuvième du Tour d'Espagne en 1955 ou encore deuxième du Tour de La Rioja en 1957. Son frère cadet Antonio a lui aussi été coureur cycliste.

## Palmarès sur route

### Par année
- 1952
  - Lazkaoko Proba
  - 2e du Circuit de Getxo
  - 3e du Circuito Sardinero
  - 3e du championnat d'Espagne sur route
- 1953
  - Gran Premio Ayuntamiento de Bilbao :
    - Classement général
    - 1re étape

  - 3e de la Subida a Arrate
  - 3e du Circuit de Getxo
- 1954
  - Circuit de Getxo
  - Prueba Legazpia
  - 2e de la Prueba Villafranca de Ordizia
  - 2e du Campeonato Vasco-Navarro de Montaña
- 1955
  - Circuit de Getxo
  - Gran Premio Portugalete
  - 2e de la Prueba Loinaz
  - 9e du Tour d'Espagne
- 1956
  - Klasika Primavera
  - 5e étape du Tour des Asturies
  - 3e du Gran Premio Portugalete
- 1957
  - Prueba Loinaz
  - 2e du Tour de La Rioja
- 1958
  - Prueba Alsasua
  - Vuelta a La Reigada[3]

### Résultats sur les grands tours

#### Tour d'Espagne
5 participations 
- 1955 : 9e
- 1956 : 15e
- 1957 : 45e
- 1958 : abandon (1re étape)
- 1959 : abandon (15e étape)

## Palmarès en cyclo-cross
- 1953
  -  Champion d'Espagne de cyclo-cross
  - Champion du Guipuscoa de cyclo-cross[3]
- 1954
  - 3e du championnat du Guipuscoa de cyclo-cross[3]